# Giv'at Cuf
Giv'at Cuf (hebrejsky: גבעת צוף) je vrch o nadmořské výšce 347 metrů v severním Izraeli, na pomezí Horní a Dolní Galileji.
Nachází se nedaleko jižního okraje města Karmi'el a údolí Bejt ha-Kerem. Má podobu odlesněného pahorku, který je na severozápadní straně ohraničen a oddělen od města Karmi'el prudkým zářezem vádí Nachal Šezor. Podobně výrazná je i terénní modelace na jižní straně, kudy protéká vádí Nachal Cuf, jež odděluje tento vrch od masivu Har Kamon, jehož ovšem je širší součástí. Na jihozápadní straně pak ke kopci přiléhá údolí Nachal Chilazon. Na východních svazích nedaleko od vrcholku se rozkládá rozptýlená zástavba vesnice Chusnija.